# Saraz (Frankrijk)
Saraz is een plaats en voormalige gemeente in het Franse departement Doubs (regio Bourgogne-Franche-Comté) en telt 15 inwoners (2009). De plaats maakt deel uit van het arrondissement Besançon. Saraz is op 1 januari 2025 gefuseerd met de gemeente Éternoz tot de gemeente Éternoz-Vallée-du-Lison.

## Geografie
De oppervlakte van Saraz bedraagt 5,8 km², de bevolkingsdichtheid is dus 2,6 inwoners per km².

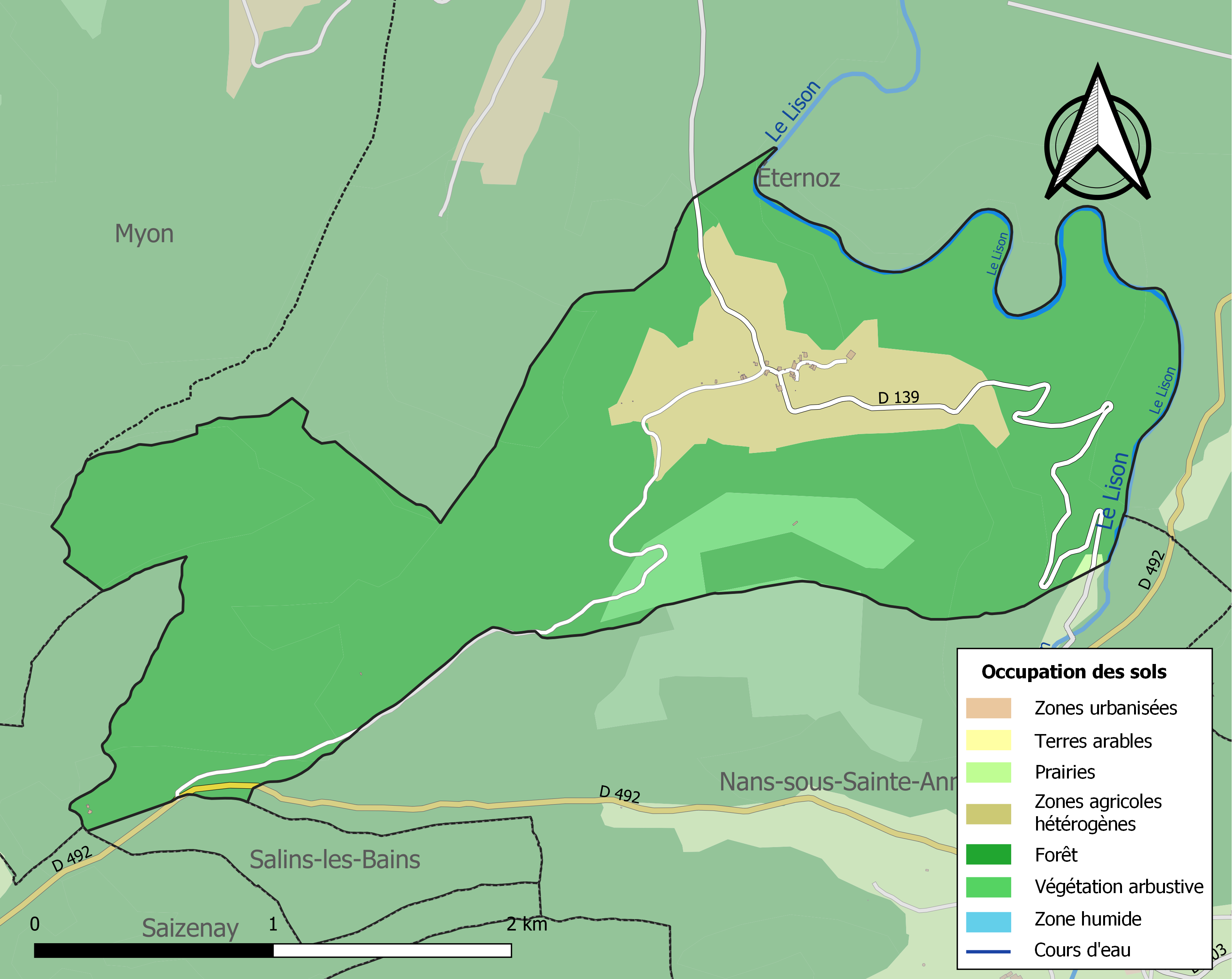
Kaart van de gemeente met de belangrijkste infrastructuur, bodemgebruik en omliggende gemeenten

## Demografie
Onderstaande figuur toont het verloop van het inwonertal.
Alaise · Coulans-sur-Lison · Doulaize · Éternoz · Refranche · Saraz